# Вила-ду-Бишпу (район)
Вила-ду-Бишпу (порт. Vila do Bispo)  —  населённый пункт и район в Португалии,  входит в округ Фару. Является составной частью муниципалитета  Вила-ду-Бишпу. По старому административному делению входил в провинцию Алгарве (регион). Входит в экономико-статистический  субрегион Алгарве, который входит в Алгарве. Население составляет 956 человек на 2001 год. Занимает площадь 58,44 км².